# Оружие массового поражения Китайской Республики
Китайская Республика осуществляла ряд программ по созданию оружия массового поражения с 1949 до конца 1980-х годов. Последняя секретная программа разработки ядерного оружия была закрыта в конце 1980-х под давлением США после завершения всех этапов разработки, кроме окончательной сборки и испытаний; у них не было эффективных средств доставки, и им пришлось бы ещё больше миниатюризировать любое оружие, прежде чем его можно было бы эффективно использовать в бою. Нет никаких свидетельств того, что Тайвань в настоящее время обладает каким-либо химическим, биологическим или ядерным оружием.

## Химическое и биологическое оружие
В период японского правления на Северном Тайване действовал завод по производству химического оружия. Националисты завладели этим объектом после окончания Второй мировой войны и, как полагают, расширили его.
В 1989 году Конгресс США был проинформирован о том, что Тайвань мог приобрести наступательное химическое оружие, включая зарин. Предполагаемые объекты включают Цишан и Гуаньси. Тайваньские власти признали только существование оборонительной исследовательской программы.
В 1997 г. Служба внешней разведки России пришла к выводу, что Китайская Республика не обладает биологическим оружием, но «продемонстрировала признаки проведения биологических исследований военно-прикладного характера».
Ходили слухи о продолжающихся наступательных и оборонительных программах Тайваня по биологическому и химическому оружию, но никаких убедительных доказательств их разработки или развертывания так и не было представлено.

## Ядерное оружие
Во время Холодной войны Соединенные Штаты развернули ядерное оружие на Тайване в составе Командования Вооружённых сил США по обороне Тайваня. В 1972 году президент США Ричард Никсон приказал вывезти ядерное оружие с Тайваня, и это было реализовано к 1974 году. Ядерное оружие, как известно, хранилось на авиабазе Тайнань.